# Barreira Israel-Gaza

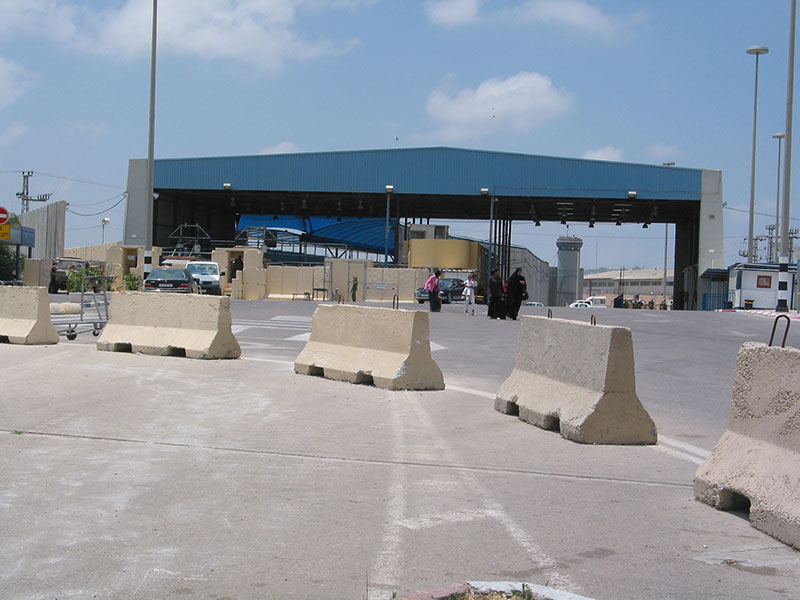
A passagem de Erez controlada pelo exército de Israel

A barreira Israel-Gaza é uma barreira fronteiriça composta de cercas de arame farpado, sensores e zonas-tampão, muros e paredes de concreto e aço que corre ao longo de toda a fronteira terrestre da Faixa de Gaza. Ela foi primeiro construída por Israel em 1994 e em novembro de 2000, o primeiro-ministro israelense, Barak, aprovou o primeiro projeto de construção da "barreira". A construção do muro, incluindo o confisco de terras e à erradicação de árvores, começou em Junho de 2002..  A barreira foi ampliada em 2005 para abranger a fronteira entre a Faixa de Gaza e do Egito (a barreira Egito-Gaza). A entrada na Faixa de Gaza por terra é através de cinco pontos de passagem: a do norte, a Passagem de Erez para Israel, a do sul, a Passagem de Rafah para o Egito, a do leste, a Passagem de Karni usada apenas para carga, e as outras passagem de carga são a de Kerem Shalom, uma travessia na fronteira com o Egito e a de Sufa uma passagem mais ao norte. Por conta das restrições à liberdade de movimento, os túneis foram escavados sob a barreira para permitir o contrabando de todo tipo de materiais  e de movimento de pessoas para o território seqüestrado.